# Sofie Röhr-Brajnin
Sofie Röhr-Brajnin, auch Sophie Röhr-Brajnin, gebürtig Zofia Brainin, (* 2. Januar 1861 in Bielostok, Königreich Polen; † 5. Januar 1937 in München) war eine polnisch-deutsche Opernsängerin der Stimmlage Sopran.

## Leben
Nach erfolgter Ausbildung bei F. Koziorowski in Warschau und Mathilde Marchesi in Wien debütierte sie an der Warschauer Oper als „Aida“. Von 1883 bis 1885 war sie in Italien, um in Messina, Livorno, Mailand und Rom zu singen. 1885 feierte sie dann in Warschau einen sensationellen Erfolg als „Norma“. Zur weiteren Ausbildung durch Pauline Viardot-Garcia ging sie nach Paris. Danach sang sie im Sommer 1887 an der Krolloper und 1887/1888 an der Hofoper in Berlin. 
Über Königsberg und Nürnberg kam sie 1891/1892 nach Breslau, wo sie den Dirigenten Hugo Röhr heiratete. Für die Spielzeit 1892/1893 war sie am Düsseldorfer Opernhaus tätig. Danach nahm sie kein festes Engagement mehr an, sondern folgte 1894 ihrem Mann nach Mannheim, wo sie als Konzertsängerin und Gesangslehrerin (u. a. von Berta Morena) tätig wurde. 1896 begleitete sie ihren Mann, der als königlicher Hofkapellmeister nach München berufen wurde. Dort gastierte sie 1898/1899 an der Hofoper. 1901 ließen ihr Mann und sie in Pöcking ein Landhaus bauen (die heutige Villa Habsburg), wo sie eine Gesangsschule für junge Damen betrieb. Eine ihrer Schülerinnen war die Sopranistin Claire Gerhardt-Schultheß (1887–1968).
Sie trat noch mehrere Jahre als Lied- und Oratoriensängerin in vielen deutschen Städten auf und wurde eine bedeutende und gesuchte Gesangspädagogin.